# Borneói vörösmacska
A borneói vörösmacska (Pardofelis badia) a ragadozók (Carnivora) rendjébe és a macskafélék (Felidae) családjába tartozó faj. A fajt sokáig kihaltnak hitték, pár éve azonban észlelték egy példányát.

## Előfordulása
Borneó szigetén endemikus faj. A sziget politikai megosztottsága miatt Indonézia és Malajzia területén is honos.
A Délkelet-Ázsia szerte elterjedt ázsiai aranymacska (Pardofelis temminckii) legközelebbi rokona. A két faj nem fordul elő együtt, az ázsiai aranymacska nem él Borneón, legközelebb Szumátra szigetén honos.

## Megjelenése
Testhossza 55 centiméter, farokhossza 35 centiméter.

## Életmódja
Éjszaka rágcsálókkal és madarakkal táplálkozik, de elkapja a kisebb majmokat is.

## Természetvédelmi helyzete
A fajról sokáig nagyon keveset lehetett tudni és ma is egyike a legkevésbé ismert macskafajoknak. Évtizedeken át mindössze hét 1855 és 1928 között gyűjtött szőrme volt csak, amit ismertek a fajból. 1992-ben sikerült élve befogni egy nőstény egyedet Borneón. Ezen egyetlen egyeden végeztek el sok mérést és vizsgálatot, beleértve a DNS-szintézisen alapuló vizsgálatot is, amelyek segítettek elhelyezni a fajt a macskafélék családján belül. A feltehetően beteg állat röviddel fogságba esése után kimúlt. Azóta sikerült több alkalommal is megfigyelni a fajt és 1998-ban kameracsapdákkal sikerült róla első ízben fényképfelvételeket is készíteni.
A Természetvédelmi Világszövetség becslése szerint nagyjából 2500 egyedre tehető a faj populációja, ezért és mivel nagy mértékben irtják a faj élőhelyét jelentő esőerdőket, Vörös Listájukon a „veszélyeztetett” kategóriába sorolják.
A faj Borneónak mind a malajziai, mind az indonéz oldalán törvényesen védettnek számít, de az erdőirtás miatt számuk feltehetően továbbra is csökken.